# Trump Tower (Nowy Jork)
Trump Tower – 202-metrowy wieżowiec zlokalizowany przy Piątej Alei w dzielnicy Midtown Manhattan w okręgu Manhattan w Nowym Jorku, zarządzany przez Trump Organization, będąc jednocześnie jej siedzibą. Nazwany jest imieniem jednego z właścicieli i fundatorów, amerykańskiego miliardera i prezydenta USA Donalda Trumpa.
Dolne kondygnacje budynku zajmuje galeria handlowa, kolejne 30 pięter zajmują pomieszczenia biurowe, a powyżej nich luksusowe apartamenty. Lokatorami budynku są Donald Trump i jego rodzina, ich apartament zajmuje trzy ostatnie piętra budynku. W budynku mieszkają także m.in. aktor Bruce Willis i piłkarz Cristiano Ronaldo.
Powstał na miejscu dawnego budynku Bonwit Teller, wyburzonego w latach 1979–1980 przez około 200 nielegalnych imigrantów z Polski. W czasie kampanii przed wyborami prezydenckimi w Stanach Zjednoczonych w 2016 roku mieścił się w nim również sztab wyborczy kandydata na prezydenta USA Donalda Trumpa, tam też odbył się jego wieczór wyborczy, podczas którego wygłosił swoje pierwsze przemówienie. Po zaprzysiężeniu Trump zapowiedział przeprowadzkę do Białego Domu, podczas gdy jego żona zdecydowała się zostać w apartamencie z synem do końca roku szkolnego. Pomimo zapowiedzi prezydent bardzo często bywał w swoim mieszkaniu.

## Odbiór
Zdjęcie budynku pojawiło się na okładce gry Grand Theft Auto z 1997 roku.

## Przestrzeń publiczna
Już w momencie powstawania budynku, warunkiem zgody na taki wieżowiec w Nowym Jorku było powstanie przestrzeni otwartej dla publiczności. To typowa praktyka w krajach zachodnich, gdzie właściciel/inwestor budynku musi udostępnić bezpłatnie(co nie wyklucza zarabiania na ulokowanych tam barach, restauracjach czy kioskach pieniędzy) przestrzeń za darmo dla ludzi chcących zwiedzić, czy odpocząć. W ten sposób powstaje nowa przestrzeń publiczna w mieście. Umowy między miastem a właścicielem określają także ile ma być krzesełek, czy ławek, dostępnych za darmo do odpoczynku.
Przestrzeń publiczna w Trump Tower to:
- 5 piętrowe atrium o powierzchni 1400 m²

- Ogrody zewnętrzne na 4 i 5 piętrze.[6][7]